# Soul Asylum
Soul Asylum, bildad 1983, är en rockgrupp från Minneapolis. 1993 hade bandet en stor framgång med låten "Runaway Train".

## Medlemmar
Nuvarande medlemmar
- David Pirner – trummor (1981–1983); sång, sologitarr, trumpet, orgel, slagverk (1983– )
- Michael Bland – trummor (2001– )
- Winston Roye – basgitarr (2012– )
- Ryan Smith – sologitarr, bakgrundssång (2016– )

Tidigare medlemmar
- Dan Murphy – rytmgitarr (1983–2013)
- Karl Mueller – basgitarr (1983–2005; död 2005)
- Tommy Stinson – basgitarr (2005–2012)
- Pat Morley – trummor (1983–1984)
- Grant Young – trummor (1984–1995)
- Sterling Campbell – trummor (1995–1998)
- Ian Mussington – trummor (1998–2001)
- Joey Huffman – keyboard (1993–1997, 2003–2006)
- Justin Sharbono – gitarr (2013–2016)

Turnerande medlemmar
- George Scot McKelvey – basgitarr (2006–2007)
- Pete Donnelly – basgitarr (2010)

## Diskografi

### Studioalbum
- Say What You Will, Clarence...Karl Sold The Truck (1984) (Twin/Tone)
- Made To Be Broken (1986) (Twin/Tone)
- While You Were Out (1986) (Twin/Tone)
- Hang Time (1988) (A&M)
- And the Horse They Rode In On (1990) (A&M)
- Grave Dancers Union (1992) (3x Platina) (Columbia)
- Let Your Dim Light Shine (1995) (Platina) (Columbia)
- Candy from a Stranger (1998) (Columbia)
- The Silver Lining (2006) (Legacy)
- Delayed Reaction (2012) (429 Records)

### Livealbum
- After the Flood: Live from the Grand Forks Prom, June 28, 1997 (2004) (Legacy)

### EP
- Clam Dip & Other Delights (1989)
- Insomniac's Dream (1994)
- Misery (1995)
- Promises Broken (1995)
- The Candy Sampler (1998)
- Stand Up and Be Strong EP (2006)

### Singlar
- "Tied to the Tracks" / "Long Way Home" (1985)
- "Cartoon" (1988)
- "Just Plain Evil" / "Goin' Down" (1988)
- "Sometime to Return" / "Put the Bone In" (1988)
- "Standing in the Doorway" / "James at 16 (Heavy Medley)" (1988)
- "Easy Street" (1990)
- "Something Out of Nothing" (1990)
- "Spinnin'" / "All the King's Friends" (1990)
- "99%" (1992)
- "Somebody to Shove" / "The Tracks of My Heart" (1992)
- "Black Gold" (1993)
- "Summer of Drugs" (1993)
- "Without a Trace" (1993)
- "Runaway Train" (1993)
- "Sexual Healing" (1993)
- "Bitter Sweetheart" (1995)
- "Misery" / "Hope" (1995)
- "Just Like Anyone" (1995)
- "Promises Broken" (1996)
- "I Will Still Be Laughing" (1998)
- "Losin' It" / "Candy from a Stranger" / "Lucky One" (1998)
- "Stand Up and Be Strong" (2006)
- "Gravity" (2012)

### Samlingsalbum
- Time's Incinerator (1986) (Twin/Tone Records)
- Black Gold: The Best of Soul Asylum (2000) (Columbia Records, Legacy Recordings)
- Closer to the Stars: Best of the Twin/Tone Years (2006) (Rykodisc)
- Welcome To The Minority – The A&M Years 1988-1991 (2007) (Hip-O Records)
- Playliist: The Very Best of Soul Asylum (2011) (Columbia Records, Legacy Recordings)

### Fotnoter
1. ↑  Soul Asylum på allmusic.com